# Герб Локачинського району
Герб Лока́чинського райо́ну — офіційний символ Локачинського району Волинської області, затверджений 23 січня 2001 року сесією Локачинської районної ради двадцять третього скликання.

## Опис герба
Герб Локачинського району має форму круглого донизу щита. Барви пов'язані з колористикою герба районного центру — селища Локач. Для передачі кількох сюжетних ліній, використовуючи європейську практику, щит розділений по вертикалі на дві рівні частини.
На першій частині щита зображено срібний хрест на червоному полі над зеленими луками. Срібний хрест у червоному полі — символ Волинського краю, зелені луки — символ родючості землі та добробуту.
У другій частині щита на білому тлі — палає синє полум'я. Це стилізоване зображення великого газового родовища, віднайденого на території Локачинського району.
Щит вписаний у золотий декоративний картуш, доповнений знизу колосками пшениці. Це означає, що район, в основному, сільськогосподарський.